# Kostarikanski građanski rat
Kostarikanski građanski rat bio je najkrvaviji događaj koji se dogodio u Kostariki u 20. stoljeću. Trajao je 44 dana (od 12. ožujka do 24. travnja 1948.). Procjenjuje se, da je poginulo oko 2 000 ljudi. 
Do sukoba je došlo nakon što je kostarikanska zakonodavna vlast, u kojoj su dominirali pro-vladini predstavnici, izglasala da se poništavaju rezultati predsjedničkih izbora 1948., zbog sumnje da je pobjeda oporbenog kandidata Otilija Ulatea postignuta prijevarom. Zbog toga se pobunjenička vojska pod zapovjedništvom Joséa Figueresa podigla na oružje protiv vlade predsjednika Teodora Picada Michalskog, i brzo je porazila. Nakon rata, Figueres je vladao jednu i pol godinu kao šef hunte privremene vlade, koja je raspustila vojsku i nadgledala izbore za parlament, koji je donio novi ustav Kostarike 1949. godine. Hunta je zatim sišla s vlasti i predala je Ulateu. Od tada u Kostariki nije bilo značajnijeg političkog nasilja.